# Parco nazionale di El Palmar
Il parco nazionale di El Palmar (in spagnolo Parque Nacional El Palmar) è un'area naturale protetta argentina situata nella regione centro-occidentale della provincia di Entre Ríos, a metà strada tra le città di Colón (distante 54 km) e Concordia (distante 60 km). Ricopre un'area di circa 85 km² e venne istituito nel 1966 per preservare i caratteristici alberi di palma yatay (Butia yatay, in passato Syagrus yatay, famiglia delle Arecacee).
La zona del parco ospita l'ecosistema della savana temperato-umida tipica della Mesopotamia Argentina. Sul terreno crescono macchie di palme di varie specie, praterie, piccoli boschetti e foreste, interrotte da torrenti che scorrono verso est per congiungersi al fiume Uruguay. La fauna locale comprende picchi, nandù, licalopecie, viscacce e capibara.